# One Step Closer (Band)
One Step Closer ist eine US-amerikanische Melodic-Hardcore-Band aus Wilkes-Barre, Pennsylvania.

## Geschichte
Die Band gründete sich im Jahre 2016 und hatte am Neujahrstag dieses Jahres ihre erste Probe. One Step Closer bestanden anfangs aus dem Sänger Ryan Savitski, dem Gitarristen Tommy Norton, dem Bassisten Brian Talipan und dem Schlagzeuger Tom Pisano. Noch im Gründungsjahr veröffentlichte die Band ihre erste EP, der im folgenden Jahr zwei weitere folgten. 2019 verließ der Schlagzeuger Tom Pisano die Band. Tommy Norton wechselte an das Schlagzeug, während Grady Allen die Gitarre übernahm. Es folgten zwei weitere EPs, bevor die Band im Juni 2021 vom Plattenlabel Run for Cover Records unter Vertrag genommen wurden.
Am 24. September 2021 erschien das Debütalbum This Place You Know. Ebenfalls 2021 verließ der Gitarrist Grady Allen die Band wieder und wurde durch Colman O’Brien ersetzt. Am 17. Mai 2024 folgte das zweite Studioalbum All You Embrace, das von Eric Chesek, Jon Markson und Rob Chiarappa produziert wurde. Beim Songwriting wurden One Step Closer von Isaac Hale, dem Gitarristen von Knocked Loose, unterstützt.

## Stil
One Step Closer spielen melodischen Hardcore, der Elemente des Indie-Rock, Post-Hardcore und Shoegaze enthält. Rob Mair vom Onlinemagazin Upset beschrieb die Musik als eine Mischung aus klassischen D.C.-Emo mit dem Hardcore der späten 1990er Jahre. Die Band würde einen Sound kreieren, der von der Vergangenheit inspiriert wurde, aber zu keiner bestimmten Szene gehört. Die Bandmitgliedern haben Bands wie Turning Point, Inside Out, Title Fight, Blink-182, Green Day, Have Heart, Bane und Mineral als Einflüsse genannt.
Das US-amerikanische Magazin Revolver nannte One Step Closer als die Band, die die neue Welle des Melodic Hardcore anführt. Rachel Roberts vom britischen Magazin Kerrang empfahl One Step Closer für Fans von Movements, Koyo und Sum 41.

## Diskografie
Studioalben
- 2021: This Place You Know
- 2024: All You Embrace

EPs
- 2016: O.S.C. Demo
- 2017: One Step Closer
- 2017: Promo
- 2019: From Me to You
- 2020: Promo 2020
- 2023: Songs for the Willow